# 第20山地集团军 (德国国防军)

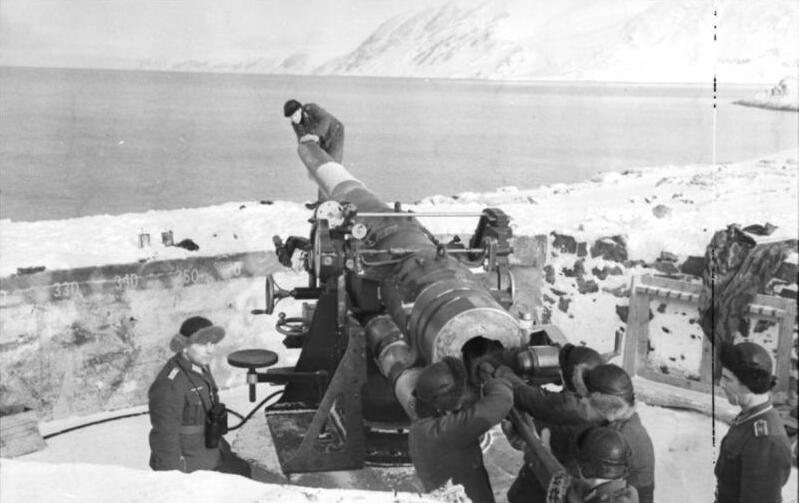
1942年，德军在挪威北部装填岸防炮

拉普兰集团军（德語：AOK Lappland）是二战期间在挪威和芬兰最北部德军的两个陆军梯队总部之一。它于1942年1月成立，1942年6月更名为第20山地集团军（德語：20. Gebirgsarmee）。1944年12月18日，第20山地军并入挪威集团军群。

## 戰鬥序列
1942年4月
- 第2山地师
- 第6山地师
- 第7山地师
- 第163步兵师
- 第169步兵师
- 第210步兵师
- 党卫军北地师
- 芬兰第3师